# 선술집 처녀
"선술집 처녀"는 1963년 공개된 대한민국의 영화이다.

## 배역
- 최무룡
- 김지미
- 정애란
- 허장강
- 양훈
- 김희갑